# Ана Станић (албум)
„Ана Станић“ је албум Ане Станић, који је 1999. године објавила независна музичка кућа Аутоматик. 

## Списак песама
1. „Град“ – 3:44
2. „Носталгија“ – 3:21
3. „Сама“ – 3:59
4. „Сунчан дан“ – 3:46
5. „Молила сам анђеле“ – 4:01
6. „Точкови“ – 3:15
7. „За крај“ – 3:19
8. „Склониште од бола“ – 4:09
9. „Јави се“ – 3:45
10. – 4:29
11. – 2:35